# Mamer (muzyk)
Mamer (chiń. upr. 马木尔; chiń. trad. 馬木爾; pinyin Mǎmù’ěr, ur. 1970) – chiński muzyk folkowy. W swojej twórczości łączy tradycyjne elementy kazachskiej pieśni ludowej z zachodnim folkiem. Urodził się i wychował w powiecie Qitai w północno-wschodniej części regionu autonomicznego Sinciang.

## Dyskografia
- Eagle (maj 2009)[3]